# Rodrigo Ordóñez
Rodrigo Ordóñez fou un compositor espanyol del segle xvi.
El 28 de novembre de 1553, Ordóñez, clergue de primera tonsura, mestre de capella de Zamora, sol·licita opositar al magisteri de capella de Toledo, vacant per la dimissió d'Andrés Torrentes que no va voler ser suplent de Cristóbal de Morales. L'oposició es verificà el 4 de desembre immediat, i sortí elegit Bartolomé Quevedo per 23 vots contra 14 que aconseguí Ordóñez.

Després acut a Màlaga per oposicions al mateix lloc el 1554, que tampoc assoleix. Amb el pas dels anys aconsegueix la plaça de Salamanca el 1574, de la qual havia estat acomiadat Navarro i al cap de poc ell també hi renuncia, sense que es tinguin més notícies d'aquest compositor, sinó que aconseguí gran fama i que Vicente Espinel fa memòria d'Ordóñez com un dels eminents de l'època, diguen: 
| «                          | Estava el gran Ceballos, cuyas obras dieron tal resplandor en toda España junto a Rodriguez Ordóñez | » |
| — Div. Rimas, Madrid, 1591 | |   |